# Carl Schneidewind
Carl Schneidewind (* 16. Oktober 1885 in Deutz; † 6. Januar 1968 in Köln-Mülheim) war ein deutscher Politiker (Wirtschaftspartei).

## Leben und Wirken
Schneidewind entstammte einer katholischen Familie aus Köln. Er war zeitweise Stadtverordneter in Köln sowie von 1930 bis 1932 Abgeordneter im Berliner Reichstag, dem er für die Wirtschaftspartei angehörte. Außerdem war Schneidewind Vorstandsmitglied des Rheinisch-Westfälischen Bezirksvereins.